# Aclis
Aclis is een geslacht van slakken uit de familie van de Eulimidae.

## Soorten
- Aclis acuta (Jeffreys, 1884)
- Aclis angulata E. A. Smith, 1890
- Aclis angulifera Yokoyama, 1922
- Aclis ascaris (Turton, 1819)
- Aclis attenuans Jeffreys, 1883
- Aclis californica Bartsch, 1927
- Aclis conula Dall, 1927
- Aclis cubana Bartsch, 1911
- Aclis didyma E. A. Smith, 1890
- Aclis enilda Melvill & Standen, 1901
- Aclis eoa Melvill, 1896
- Aclis eolis Bartsch, 1947
- Aclis floridana Bartsch, 1911
- Aclis gittenbergeri (De Jong & Coomans, 1988)
- Aclis gulsonae (W. Clark, 1850)
- Aclis hendersoni Dall, 1927
- Aclis immaculata Dall, 1927
- Aclis insolita Lozouet, 2015 †
- Aclis kanela Absalão, 2009
- Aclis limata Dall, 1927
- Aclis loveniana A. Adams, 1861
- Aclis macrostoma Barros, Lima & Francisco, 2007
- Aclis maestratii Poppe & Tagaro, 2016
- Aclis maoria Powell, 1937
- Aclis marguerita (Bartsch, 1947)
- Aclis minor (Brown, 1827)
- Aclis planostoma (Hutton, 1885) †
- Aclis pseudopareora Powell, 1940
- Aclis pyramida Dall, 1927
- Aclis rhyssa Dall, 1927
- Aclis rushi Bartsch, 1911
- Aclis sarissa Watson, 1881
- Aclis sarsi Dautzenberg & H. Fischer, 1912
- Aclis scalaris (Garcia-Talavera, 1975)
- Aclis shepardiana Dall, 1919
- Aclis simillima E. A. Smith, 1890
- Aclis stilifer Dall, 1927
- Aclis subcarinata (Murdoch & Suter, 1906)
- Aclis tanneri (Bartsch, 1947)
- Aclis tenuis A. E. Verrill, 1882
- Aclis terebra (Powell, 1930)
- Aclis trilineata Watson, 1897
- Aclis tumens Carpenter, 1857
- Aclis turrita (Carpenter, 1864)
- Aclis vitrea Watson, 1897
- Aclis walleri Jeffreys, 1867
- Aclis watsoni Barros, Lima & Francisco, 2007